# Caau
Caau (Ḫ3aw), Caiu (Ḫ3jw) ou Iuca (Jwḫ3) é mencionado na Pedra de Palermo como faraó (rei) pré-dinástico do Baixo Egito. Como não há evidência adicional, talvez pode ser um faraó mítico preservado através da tradição oral ou um rei totalmente ficcional. O significado de seu nome é desconhecido.